# Ammobates teheranicus
Ammobates teheranicus är en biart som beskrevs av Mavromoustakis 1968. Ammobates teheranicus ingår i släktet Ammobates och familjen långtungebin. Inga underarter finns listade i Catalogue of Life.